# Hellinsia bigoti
Hellinsia bigoti is een vlinder uit de familie vedermotten (Pterophoridae). De wetenschappelijke naam van deze soort is voor het eerst geldig gepubliceerd in 1983 door Rougeot.
De soort komt voor in tropisch Afrika.